# 大石ひろのり
大石ひろのり（おおいし ひろのり、1977年11月15日 - ）は日本のシンガーソングライター。長崎県出身。

## 音楽活動
2000年11月26日 1st CD『大石洋紀』発売。その後、福岡ライブハウス「CBGB」ワンマンライブ デビュー。2001年 須藤晃の下で音楽制作活動を行う。
2002年 SHIBUYA-AXにて「New Commer Showcase」に出演。
2006年9月24日 1stアルバム『Cry』発売。2007年（株）コミユズレコード所属、岩久茂をプロデューサー、山下有次を音楽プロデューサーに迎え、楽曲制作活動を始める。現在はギタリストの小西りゅうじとユニット『a-more』を結成。関東を中心にライブ活動等を行っている。
2008年1月19日 『a-more』としてマキシシングル『I’ve』（作詞・作曲）発売。
同年4月10日 ミニアルバム『原点』発売。
2009年6月20日 アルバム『足跡』発売。

## TV出演
- 2005年
  - フジテレビジョン「FNSの日」
  - テレビ朝日「銭形金太郎」